# Franz Kohl

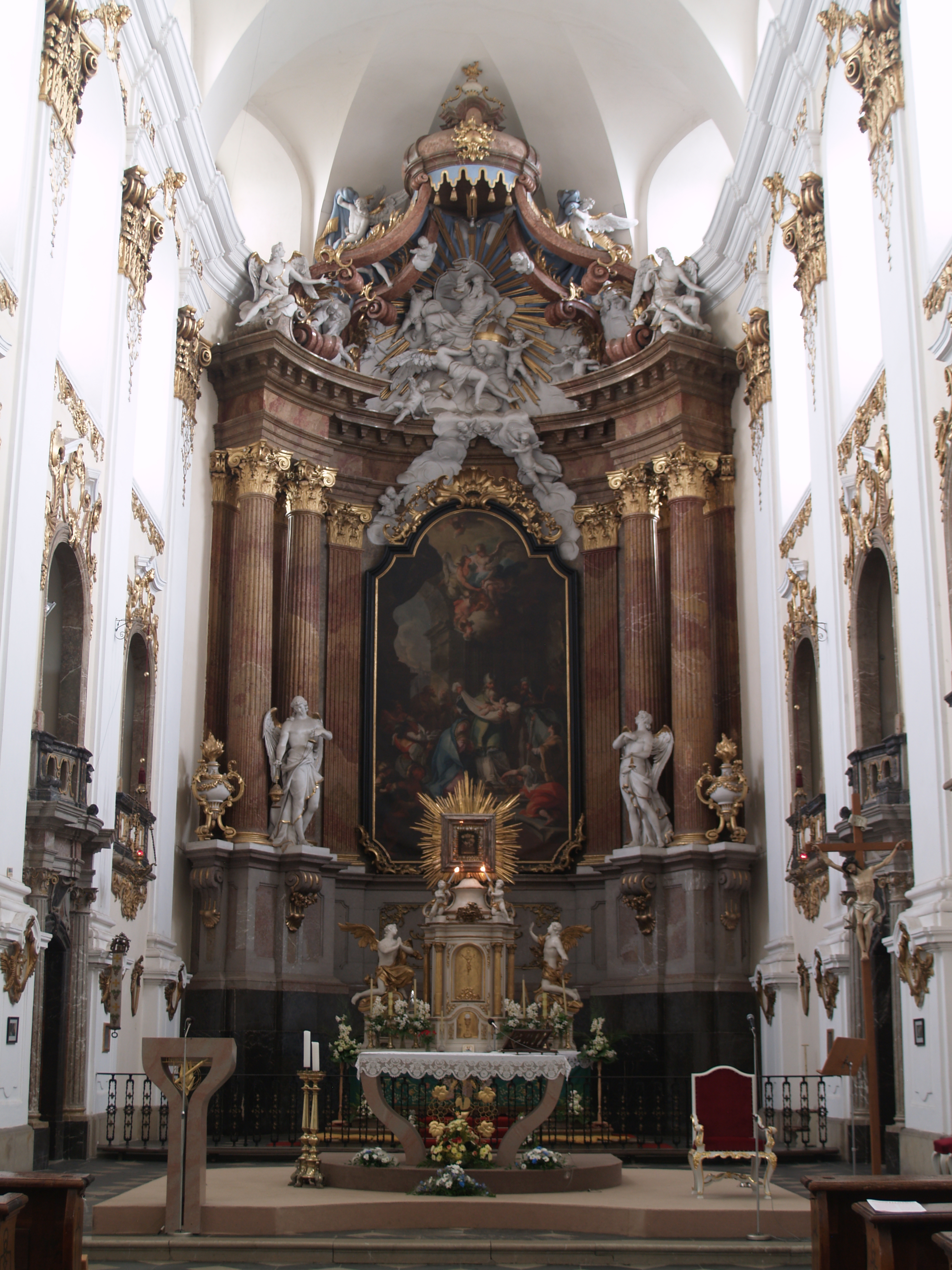
Hlavní oltářní obraz kostela Očišťování Panny Marie v Dubu nad Moravou

Franz Kohl (1. března 1711 Kuks – 1. listopadu 1766 Vídeň) byl český barokní sochař.

## Životopis
Narodil se 1. března 1711 v Kuksu do sochařské rodiny jako Josef František Kohl. Jeho otec Jan Bedřich Kohl (1681-1736) je autorem sochařských prací v pražském Loretu a soch sv. Augustina a sv. Mikuláše Tolentinského na Karlově mostě. Franz Kohl získal tedy patrně své umělecké nadání a první zkušenosti od svého otce.
Je znám jako jeden ze zástupců klasicizujícího baroka na Moravě. Byl blízkým přítelem a spolupracovníkem sochaře Gottfrieda Fritsche (1706-1750), jež společně prošli dílnou Georga Raphaela Donnera (1693-1741). Donner nebyl žádným učitelem Vídeňské akademie, ale jeho dílny byly proslulé. Své žáky si vybíral, protože kladl důraz na klasiku antické tvorby, která je typická pro rané a závěr pozdního baroka (rokoka) v českých zemích. Této klasicizující tendence se držel jak Fritsch, tak i Kohl v pozdějším věku. V Donnerově dílně patrně vypomáhal s Pietou v Gurku a také vytvořil několik byst pro chórové lavice v dómu sv. Martina v Bratislavě. Tři roky po smrti Georga Raphaela Donnera se Franz dne 17. února 1744 oženil s jeho vdovou. Kohl byl velice ambiciozní a jeho talent byl později oceněn titulem císařským dvorním architektem. Mezi jeho první samostatné práce můžeme zařadit zámeckou kapli v Schönbrunnu kolem roku 1744, kde vytváří sochy na hlavním oltáři a další dvě pozlacené olověné figury sv. Jana Křtitele a Panny Marie Bolestné ve výklencích.

## Dílo
K jeho tvorbě je přiřazován i náhrobek Leopolda Windischgrätze a Antonie Khevenhüllerové z roku 1746 v severním pilíři lodi benediktinského kostela ve Vídni. Na náhrobcích můžeme vidět alegorické ženské figury, které se podobají pozdějším vytvořeným andělům na hlavním oltáři Dubu nad Moravou. Franz Kohl se stal spolupracovníkem na poslední a zároveň částečné realizaci Bohumíra (pozn. něm. Gottfrieda) Fritsche v kostele Očišťování Panny Marie v Dubu nad Moravou, kde dostal zakázku navržení hlavního oltáře se sochařskou výzdobou. Zpočátku zakázku převzal bratr Gaspar Fritsch z Tovačova, který se měl ujmout všech závazků ve smlouvě určené pro Gottfrieda. Z dochované korespondence s dubským vikářem zodpovídající za zakázky Janem Jindřichem Hofferem víme, že mu práce na oltáři činila potíže. Franz Kohl se měl podílet na sochařské výzdobě. V tovačovském farním archivu je dochována smlouva ze dne 17.9. 1750, kde je psáno že „přebírá výše uvedený pan Kohl zhotovit k tomuto oltáři ze štuku obrazy (sochy) včetně hlaviček andělů a obláčků dle k tomu zhotovenému náčrtku nebo modelu, který předloží a předá pan Fritsch dle akademických proporcí, jako také čtyři spodní sochy, které stojí každá sto zlatých rýnských, dalších šest soch, každá za šedesát zlatých, jedenáct dětských postav, každá za dvanáct zlatých, sedmnáct hlaviček andělů včetně obláčků, tak jak je požadováno a tím se rozumí k tomu přislíbil pan Fritsch patřičný materiál jak sádru, železo, dráty, uhlí a vše, co je k tomu potřebné a k tomu také vedlejší výdaje a také jednoho pomocníka, který bude placen po dobu trvání práce.“ Kromě hlav andílků, které jsou prací ještě těžce nemocného Fritsche jsou všechny práce ze štuku dílem Kohlovým. Oltář je vytvořen ne zcela podle smlouvy a Fritschova návrhu, jsou zde pouze dva andělé na každé straně a dvě dekorativní vázy. Štukové práce andělů s vázami vytváří symetrickou kompozici působící zrcadlově převráceně. M. Stehlík ve svém článku o Výzdobě hlavního oltáře v Dubu nad Moravou dává do komparace Fritschovi andělské figury v Holešově. Oproti Fristchově eleganci a aranžovanosti je Kohl spíše radikálnější. Snaží se o citový atak na diváka v zachycení okamžiku. Pozlacená drapérie jen mírně zahaluje základní partie lidského těla.
Roku 1751 dostává zakázku ještě ve Vídni pro průčelí chrámu sv. Petra, kde pracuje na olověných alegorických figurách Víry, Naděje a lásky, putti a vázami s reliéfy. Na dubském kostele pracuje v letech 1752-1758. Drobnými pracemi na oltáři pověřuje Franz Kohl sochaře Jana Michaela Scherhaufa. Po smrti olomouckého sochaře Ondřeje Zahnera roku 1750, který byl pověřen zrealizovat osm bočních oltářů dokončuje Franz Kohl oltář sv. Valentína, kde vytváří skulptury. Kompletně zhotovuje oltář sv. Jana Nepomuckého. Na oltáři sv. Josefa a sv. Kříže se podílí na drobných úpravách. Donátorstvím hlavního oltáře se ujal zprvu rytíř Maierswald, který umírá už roku 1747, po něm usilovali o zvelebení interiéru kostela Kašpar Florentin svobodný pán z Glandorffu a Leopold hrabě Egkh, který se stal kapitulním děkanem a později olomouckým biskupem. Dub nad Moravou spolu s Nenakonicemi patřil do majetku olomoucké kapituly („Dub byl jejím statkem“). Po zhotovení hlavního oltáře (1757) jej hrabě Egkh pověřuje zrealizovat náhrobek v kostele sv. Mořice v Kroměříži.

### Seznam použité literatury
- I.Krsek - Z.Kudělka - M.Stehlík - J.Válka, Umění baroka na Moravě a ve Slezsku. Praha 1996
- Soňa Greplová, Magisterská diplomová práce. Žáci a následovníci Georga Raphaela Donnera na Moravě. Katedra dějin umění, Filozofická fakulta univerzity Palackého v Olomouci, Olomouc 2010
- M.Stehlík, Výzdoba hlavního oltáře v Dubu nad Moravou. Umění VIII., 1960
- Lila Matoušková – Zdeněk Čihánek, Bohumír Fritsch 1706-1750. Medailon sochaře a štukatéra k 300. výročí jeho narození. Knihovnička Holešov, Holešov 2005
- F.Zapletal, Rozsévačí Donnerova sochařského umění na Moravě, Nákladem a tiskem knihtiskárny Jar. Strojil v Přerově, Přerov 1938